# Cecília (chimpanzé)
Cecília (Argentina, 1998) é uma chimpanzé argentina transferida para um santuário de animais no Brasil.
Ela é notória pois foi o primeiro ser vivo não-humano a receber um habeas corpus, que autorizou a transferência do seu cativeiro em Mendoza, na Argentina, para o Brasil. Em 5 de abril de 2017, ela chegou em seu novo lar, na cidade de Sorocaba, para viver no Santuário de Primatas de Sorocaba. Ela passou por um período de quarentena e depois foi colocada para viver com os outros primatas do Santuário.

## Histórico
A chimpanzé Cecília vivia em um zoológico argentino na cidade de Mendonza com outros dois primatas da mesma espécie, os quais lhe faziam companhia. Quando ambos morreram, ela começou a apresentar comportamentos típicos de primatas depressivos. Devido à situação uma associação de direitos animais decidiu entrar na justiça solicitando a transferência da chimpanzé para um local mais adequado. A melhor forma encontrada pelos advogados da associação foi por meio da abertura de um pedido de habeas corpus em nome do animal.
Na ocasião, foi interpretado que "chimpanzé não é animal de estimação e não pode ser usado como mero objeto de diversão, cobaia para experimentação ou mera exibição" e o habeas corpus foi concedido, possibilitando sua remoção. A decisão judiciária também destacou que a "proximidade entre o homem e o chimpanzé é tal que este último pode ser doador de sangue para os humanos e vice-versa" e que os chimpanzés "são seres racionais e emocionais". Desta forma, Cecília pode ser transferida para um local mais adequado às suas necessidades, sendo levada de Mendoza para um santuário de grandes primatas localizado na cidade paulista de Sorocaba.